# Dubnica nad Váhom
Dubnica nad Váhom (în germană Dubnitz an der Waag, în maghiară Vágtölgyes) este un oraș din Slovacia cu 26.318 locuitori.

## Demografie
| An:                | 1994   | 2004   | 2014   | 2024    |
| ------------------ | ------ | ------ | ------ | ------- |
| Număr de persoane: | 26.025 | 25.734 | 24.721 | 21.732  |
| Diferență:         |        | −1,11% | −3,93% | −12,09% |

| An:                | 2023   | 2024   |
| ------------------ | ------ | ------ |
| Număr de persoane: | 21.805 | 21.732 |
| Diferență:         |        | −0,33% |